# Johannesstraße (Erfurt)

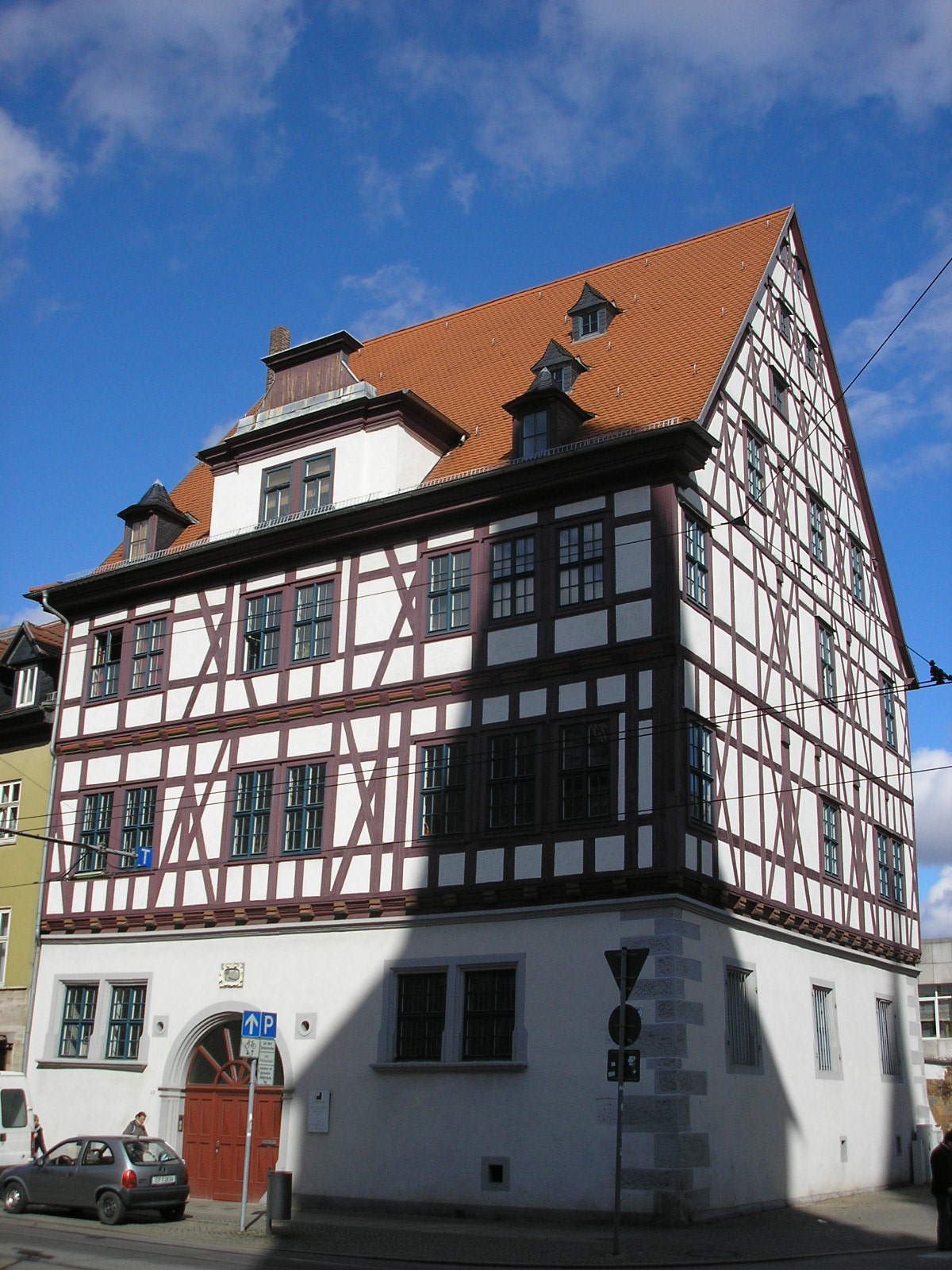
Das Haus zum grünen Sittich und gekrönten Hecht am westlichen Beginn der Johannesstraße

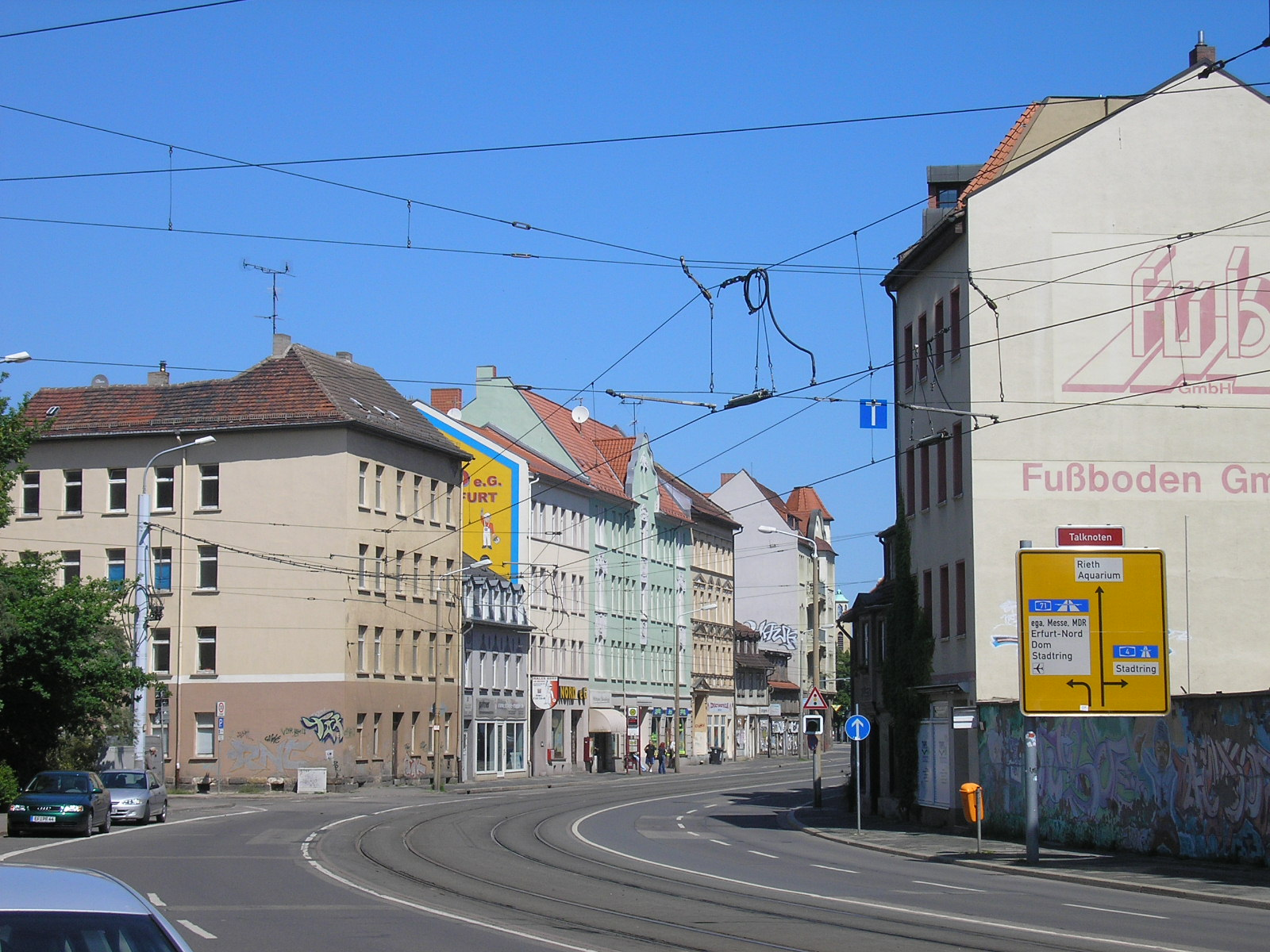
In der historischen Johannesvorstadt: Vereinzelt sind noch kleine vorstädtische Häuser erkennbar

Die Johannesstraße ist eine alte Hauptstraße in der Altstadt der thüringischen Landeshauptstadt Erfurt. Sie verbindet den Anger im Süden über 1200 Meter Länge mit dem Johannestor im Norden. Dort geht sie in die Magdeburger Allee über.

## Geschichte
Die Johannesstraße taucht erstmals 1289 als platea sancti Johannis auf. Damit zählt sie zu den ältesten Straßen in Erfurt. Benannt wurde sie nach der 1819 abgerissenen Johanneskirche (Patrozinium Johannes des Täufers), von der heute nur noch der Johannesturm an der Ecke zur Franckestraße vorhanden ist. Später wurde das ganze Viertel danach benannt, so existierten früher auch die Johannesmauer (teilweise erhalten) und das Johannestor sowie die Johannesvorstadt. Die Vorstadt war im Mittelalter allerdings nicht die heutige, nach 1870 entstandene Johannesvorstadt, sondern der nördliche Bereich der Johannesstraße zwischen innerem und äußerem Johannestor. Sie wurde von der im 14. Jahrhundert errichteten neuen Stadtmauer mit umschlossen und war seitdem Teil der Stadt Erfurt. Auch das Johannesufer übernahm das Patronat.
1950 wurde die Straße in Leninstraße umbenannt, was nach der Wiedervereinigung 1990 wieder rückgängig gemacht wurde.

## Verkehrsbedeutung
Die Johannesstraße hatte bereits seit ihrer Anlage eine wichtige Verkehrsfunktion inne: Sie verband den Anger, Haupthandelsplatz des Waids mit dem Johannestor, an dem die Straße nach Magdeburg aus der Stadt führte. In dieser Richtung lagen auch bedeutende Waidanbaugebiete. So blieb die Johannesstraße über die Jahrhunderte eine Hauptverkehrsader, auf der seit 1883 auch Straßenbahnen verkehren (auf der Johannesstraße liegen die Haltestellen Stadtmuseum/Kaisersaal, Augustinerkloster und Boyneburgufer an den Linien 1 und 5). Der Individualverkehr wurde ab etwa 1900 aus dem südlichen Teil der Johannesstraße auf den parallel verlaufenden Johannesring (heutiger Juri-Gagarin-Ring) verlegt. Heute ist der gesamte Bereich zwischen Anger und innerem Johannestor verkehrsberuhigt und Straßenbahnen, Fußgängern, Radfahrern und Anwohnern vorbehalten. Der nördliche Teil, die ehemalige Vorstadt zwischen innerem und äußerem Johannestor, dient hingegen auch heute noch als Hauptverkehrsstraße, so endet der Juri-Gagarin-Ring an der Johannesstraße am inneren Johannestor.

## Bebauung

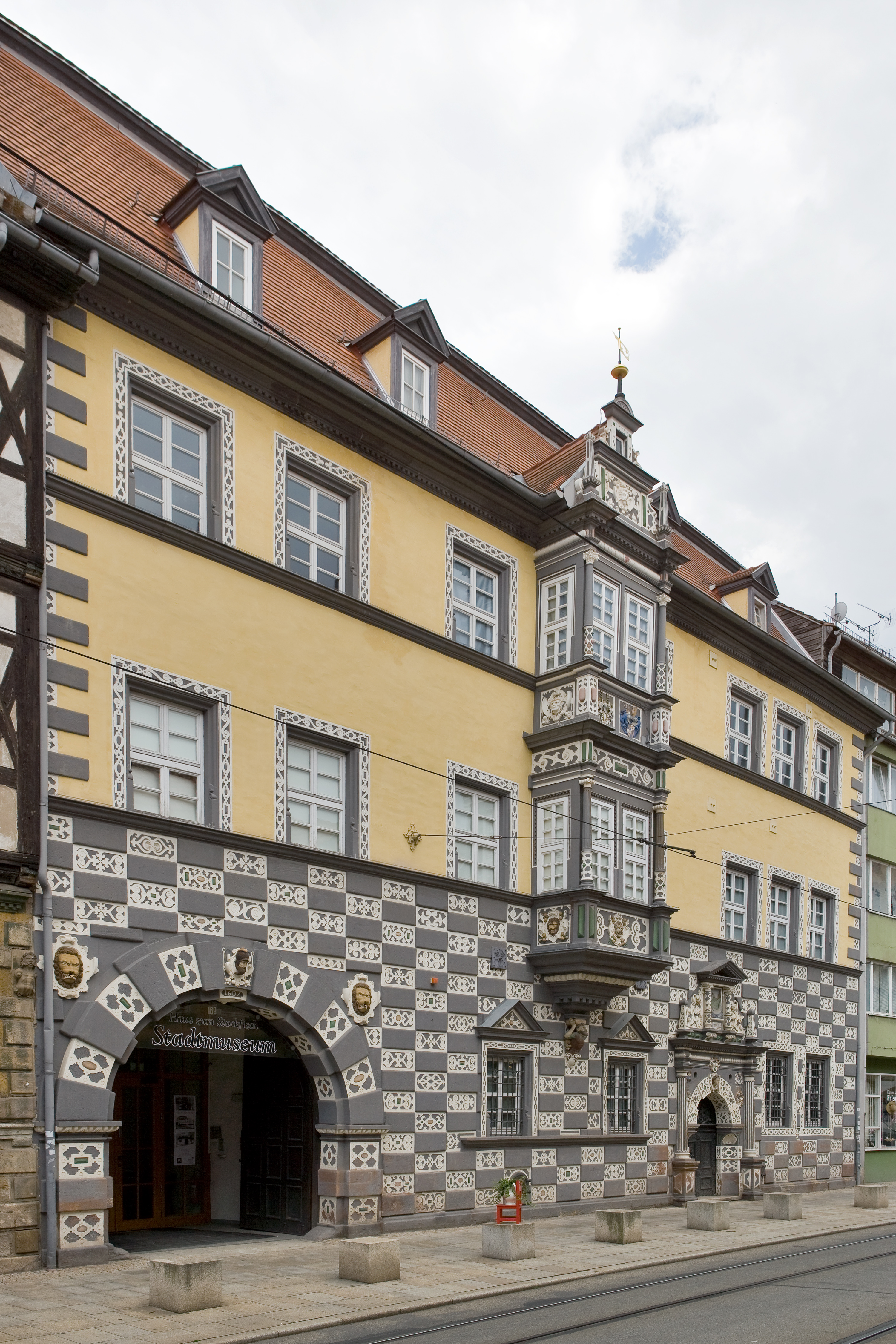
Stadtmuseum Erfurt

Heute finden sich an der Johannesstraße Bauwerke aus den letzten 500 Jahren, und ältere Sakralbauten. Die Kaufmannskirche steht am südlichen Ende der Straße zum Anger hin. Das barocke Kaufmänner-Pfarrhaus wurde zur DDR-Zeit aus verkehrstechnischen Gründen beseitigt. Eine Matthiaskirche befand sich bis zum restlosen Abbruch 1818 an der Ecke zur Futterstraße und die Johanneskirche bis 1819 auf der Ecke zur Franckestraße. Der Johanneskirchturm blieb erhalten und dient heute als Glockenturm für die Augustinerkirche.
Zu den herausragenden Profanbauten an der Johannesstraße zählt das Haus zum Stockfisch, ein Renaissance-Bürgerhaus in dem heute das Stadtmuseum Erfurt untergebracht ist. Auch andere Renaissance-Bürgerhäuser prägen das Bild der Straße, besonders im südlichen Teil. Außerdem zählen auch klassizistische, historistische und sehr einfache Händlerhäuser zur Bebauung der Johannesstraße, an der insgesamt etwa 170 Häuser stehen. Einige historische Gebäude – gegenüber der Einmündung der Futterstraße – wurden zur DDR-Zeit durch architektonisch anspruchslose Neubauten ersetzt.
In den letzten Jahren der DDR wurden im Bereich zwischen Augustinerstraße und Boyneburgufer ganze Altstadtquartiere abgerissen und mit Plattenbauten bebaut, allerdings wurden diese in sogenannter „altstadtgerechter Bauweise“ mit vier Etagen und Schrägdach ausgeführt.
Die Straßen- und Gehwegflächen vom Anger bis zum Johannestor wurden 1999 bis 2002 umfassend saniert. Heute ist die Johannesstraße eine Einkaufsstraße mit vielen, zum Großteil recht kleinen Geschäften. Allerdings ist auch der Leerstand in der Johannesstraße deutlich höher als in anderen Teilen der Erfurter Altstadt. Abschnittsweise steht nahezu jedes zweite Gebäude leer. Nachdem die meisten Straßenzüge der Altstadt bereits komplett saniert sind, setzte etwa ab 2007 auch entlang der Johannesstraße wieder eine verstärkte Bautätigkeit ein, sodass auch hier die Wiederbelebung leer stehender Altbauten voranschreitet. Gefördert wird dies durch steigende Mieten und einen hohen Bedarf an Wohn- und Geschäftsflächen im Stadtzentrum. 2010 erfuhren auch die Ende der 1980er-Jahre entstandenen Plattenbauten am Johannesturm eine erste Sanierung.